# Недостатні числа
Недостатнє число — натуральне число, сума власних дільників якого менша за саме число.
Найменшими недостатніми числами є:
1, 2, 3, 4, 5, 7, 8, 9, 10, 11, 13, 14, 15, 16, 17, 19, 21, 22, 23, 25, 26, 27, … послідовність A005100 з Онлайн енциклопедії послідовностей цілих чисел, OEIS.
Наприклад, число 15 має власні дільники 1, 3 та 5. Їх сума (1 + 3 + 5 = 9), що менше від 15 і відповідно число 15 — недостатнє.
Існує нескінченно багато як парних, так і непарних недостатніх чисел. 
До недостатніх відносяться, наприклад, всі прості числа, степені простих чисел, напівпрості числа (крім 6), власні дільники недостатніх або досконалих чисел. 